# Humberto Donoso
Humberto Donoso (ur. 9 października 1938 w Arice, zm. 4 maja 2000) – piłkarz chilijski grający podczas kariery na pozycji obrońcy.

## Kariera klubowa
Karierę piłkarską Humberto Donoso rozpoczął w stołecznym Universidad de Chile w 1959. Z Universidad de Chile czterokrotnie zdobył mistrzostwo Chile w 1959, 1962, 1964 i 1965. W 1967 przeszedł do Uniónu Española, w którym rok później zakończył piłkarską karierę.

## Kariera reprezentacyjna
W reprezentacji Chile Donoso zadebiutował 23 marca 1963 w przegranym 2-3 spotkaniu w Copa Juan Pinto Durán z Urugwajem. 
Ostatni raz w reprezentacji Donoso wystąpił 11 maja 1966 w przegranym 0-1 towarzyskim meczu z Meksykiem.
W 1966 roku został powołany przez selekcjonera Luisa Álamosa do kadry na Mistrzostwa Świata w Anglii. Na Mundialu Donoso był rezerwowym i nie wystąpił w żadnym meczu.
Od 1963 do 1966 roku rozegrał w kadrze narodowej 14 spotkań.